# Saint-Bouize
Saint-Bouize – miejscowość i gmina we Francji, w Regionie Centralnym, w departamencie Cher.
Według danych na rok 1990 gminę zamieszkiwały 313 osoby, a gęstość zaludnienia wynosiła 21 osób/km² (wśród 1842 gmin Regionu Centralnego Saint-Bouize plasuje się na 828. miejscu pod względem liczby ludności, natomiast pod względem powierzchni na miejscu 887.).